# تسیکلون (ماهواره)
تسیکلون (روسی: Циклон، به معنی چرخند)، نخستین سامانه ناوبری ماهواره‌ای شوروی بود که در زمان اتحاد جماهیر شوروی توسعه یافت و اکنون توسط نیروی فضایی روسیه مورد استفاده قرار می‌گیرد.
از سال ۱۹۶۷ تا ۱۹۷۸، در مجموع ۳۱ ماهواره ی تسیکلون توسط راکت‌های کاسماس-۳ و کاسماس-۳ام از پایگاه‌های پرتاب موشک کاپوستین یار و پلستسک به فضا پرتاب شدند. این پروژه در دههٔ ۱۹۵۰ تدوین و طرح اولیه آن در سال ۱۹۶۲ تأیید شده بود اما به دلیل تاخیرهایی تا سال ۱۹۷۲ ساخته نشد.
ماهواره‌های پس از تسیکلون، پاروس و اسفرا بودند. در حال حاضر روسیه از سامانه گلوناس استفاده می‌کند.